# George van der Mijn
George van der Mijn (Londen, ca. 1727 – Amsterdam, 10 december 1763) was een Nederlands schilder.

## Leven en werk
Van der Mijn was een zoon van de schilder Heeroman van der Mijn (1684-1741) en diens tweede echtgenote. Hij was een petekind van de koning van Engeland. Zijn vader was een Amsterdamse schilder, die na periodes in Antwerpen, Düsseldorf en Parijs rond 1722 met zijn gezin in Londen neerstreek. George en zijn halfbroers Frans, Gerard, Andreas en Robert en -zus Cornelia van der Mijn leerden het schilderen van hun vader en volgden in zijn voetsporen. Na het overlijden van hun vader in 1741, trokken Frans en George naar Amsterdam. In 1761 trouwde George in Buiksloot met Susanna Wilhelmina Lohoff.
Van der Mijn schilderde landschappen, genrevoorstellingen, interieurs en portretten. Johan van Gool, die in 1751 de familie Van der Mijn beschreef in zijn werk De nieuwe Schouburg der Nederlantsche Kunstschilders en Schilderessen zegt over hem onder andere: (hij) "schilderde Portretten en stukjes in de manier van Watto, die geestig van vinding en van dag en schaduwe zyn". Ook Immerzeel en Kramm noemen hem, de eerste schreef onder meer: "Hij schilderde kleine portretjes, die gelukkig van gelijkenis en, zoowel wat koloriet als penseel betreft, kunstig en behaaglijk uitgevoerd waren. (...) Niet minder verdienste heeft George van der Mijn aan den dag gelegd door het schilderen van moderne stukjes, waarin hij wel eens damesbeeldjes te pas bragt, die in satijn gekleed waren, hetwelk hij uitnemend natuurlijk wist voor te stellen."
Van der Mijns schilderijen van de familie Van Sypesteyn, onder wie Maria Machteld van Sypesteyn, bevinden zich op kasteel Sypesteyn. Zijn werk is daarnaast opgenomen in de collecties van onder andere het Amsterdam Museum, het Mauritshuis en het Rijksmuseum Amsterdam. 
Van der Mijn werd circa 36 jaar oud, hij werd op 15 december 1763 begraven in de Nieuwe Kerk.

## Werken

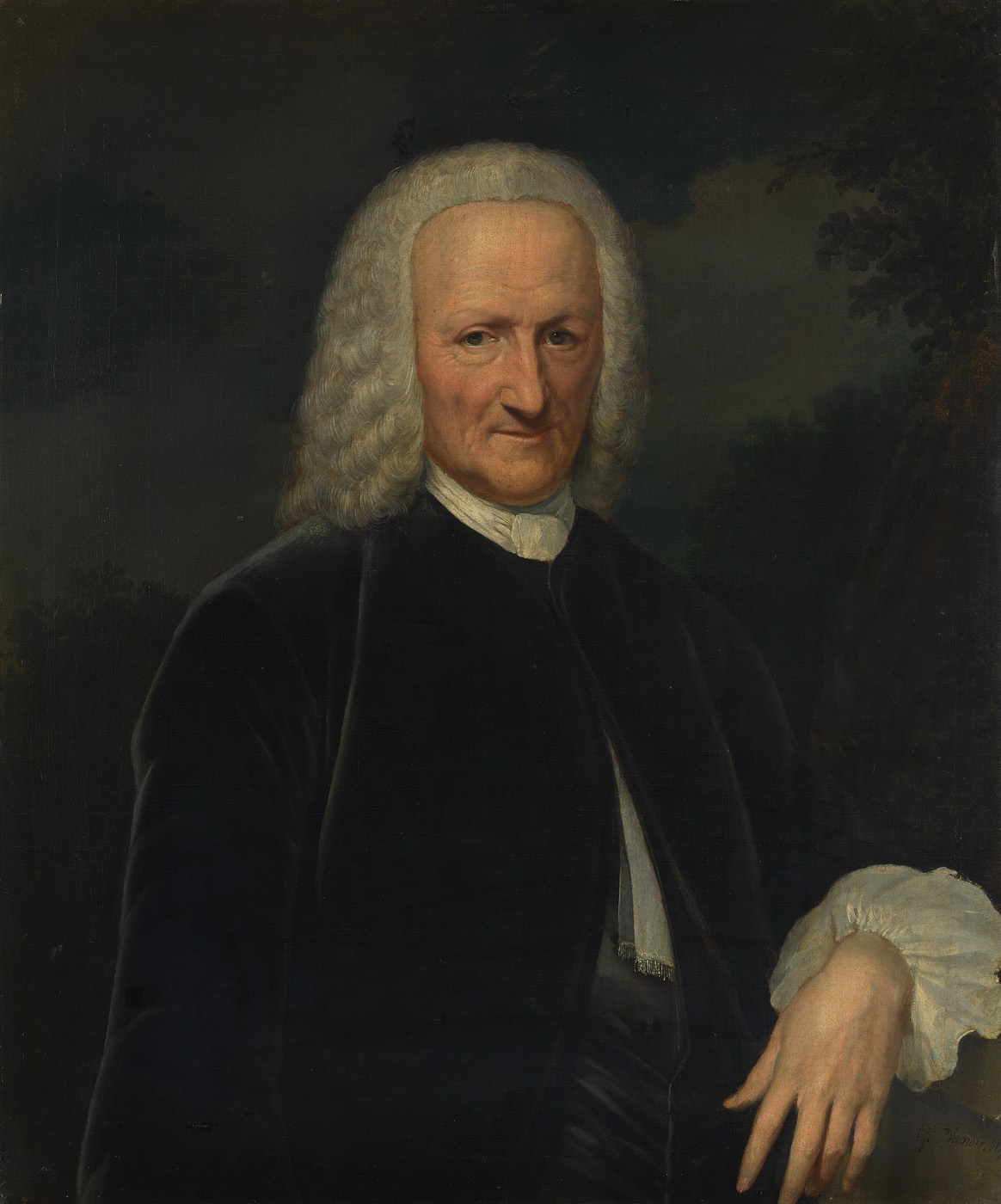
Willem Backer, Dircksz.
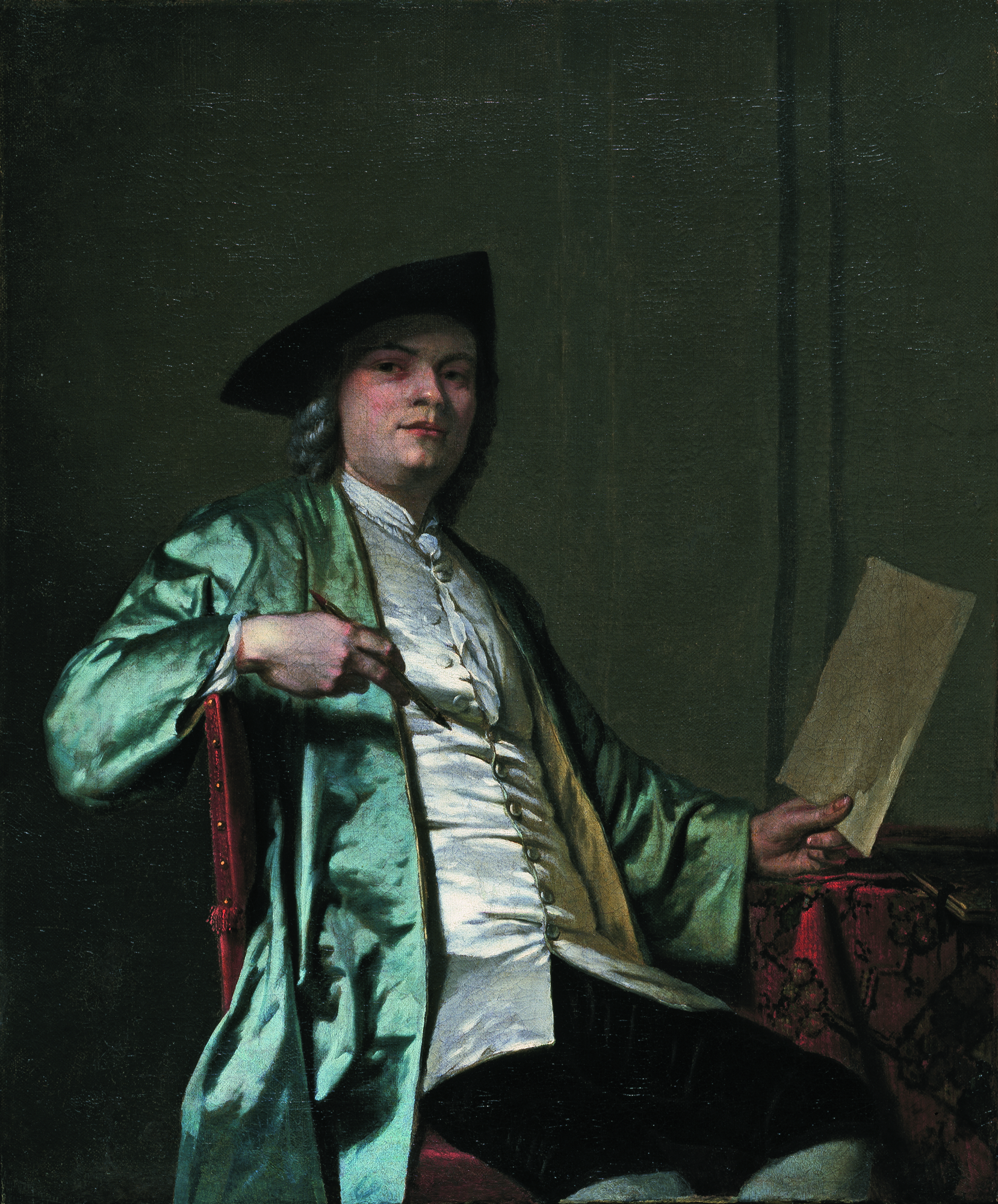
Cornelis Ploos van Amstel (1758)
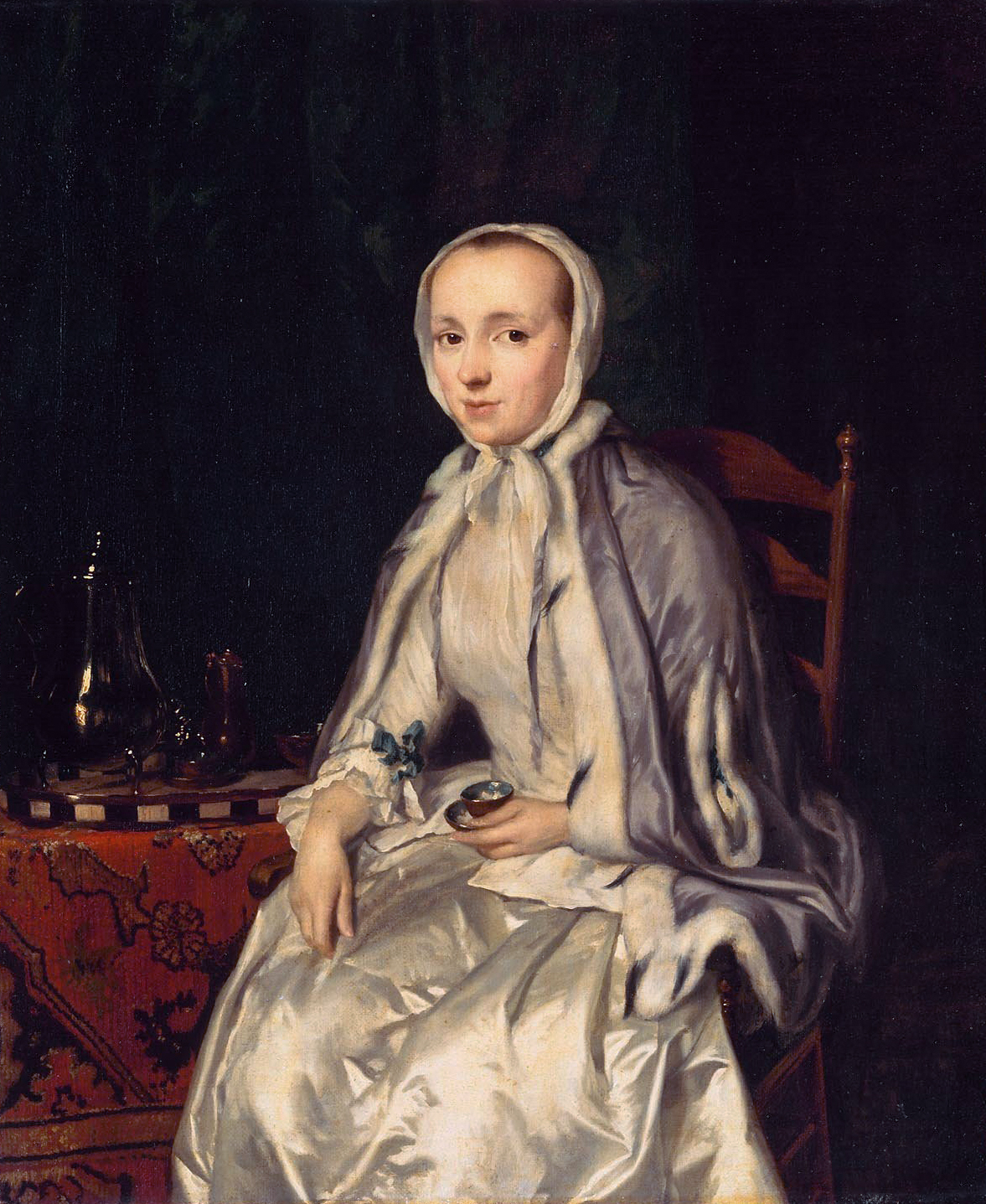
Elisabeth Troost (ca. 1758)
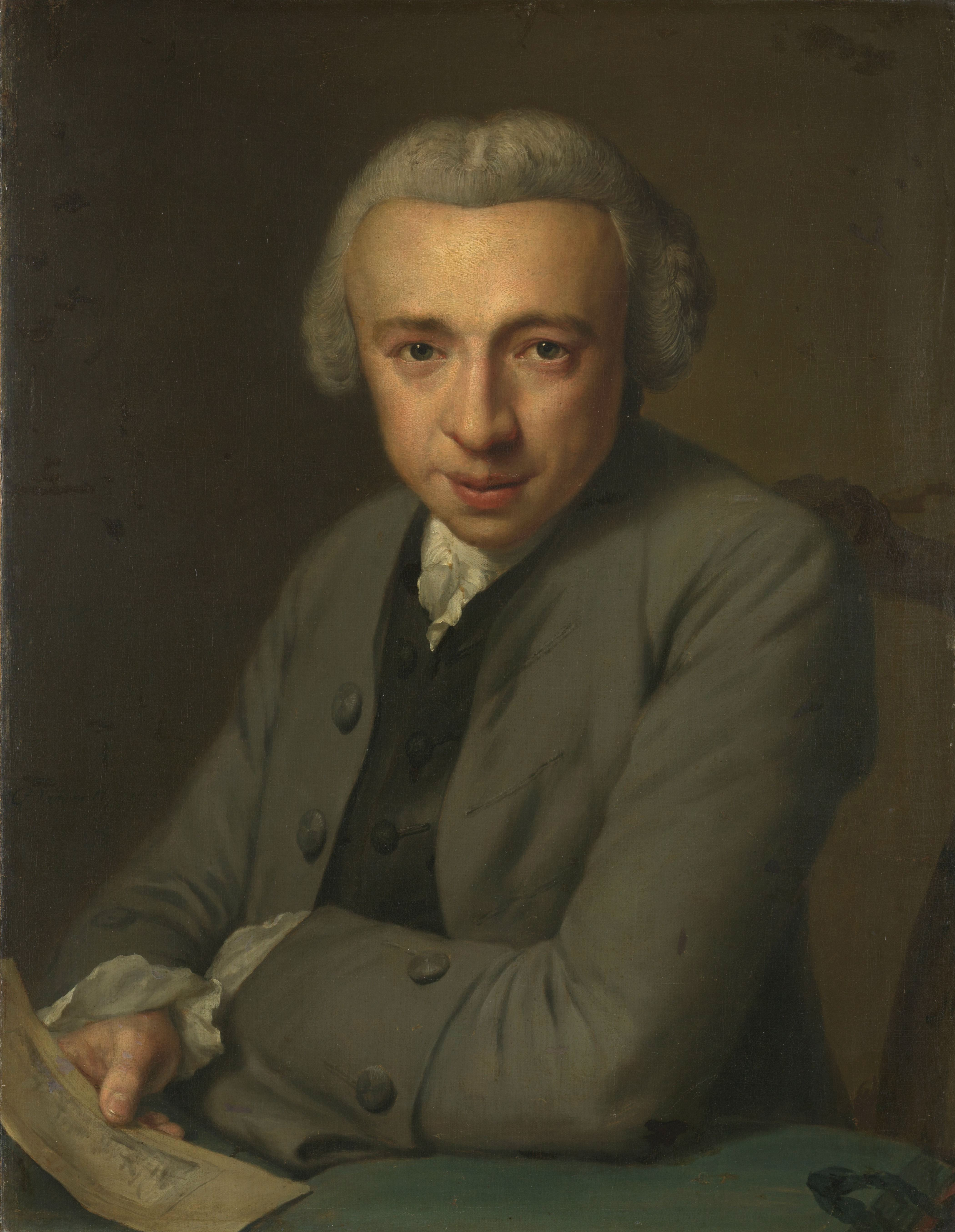
Louis Metayer Phz (1759)
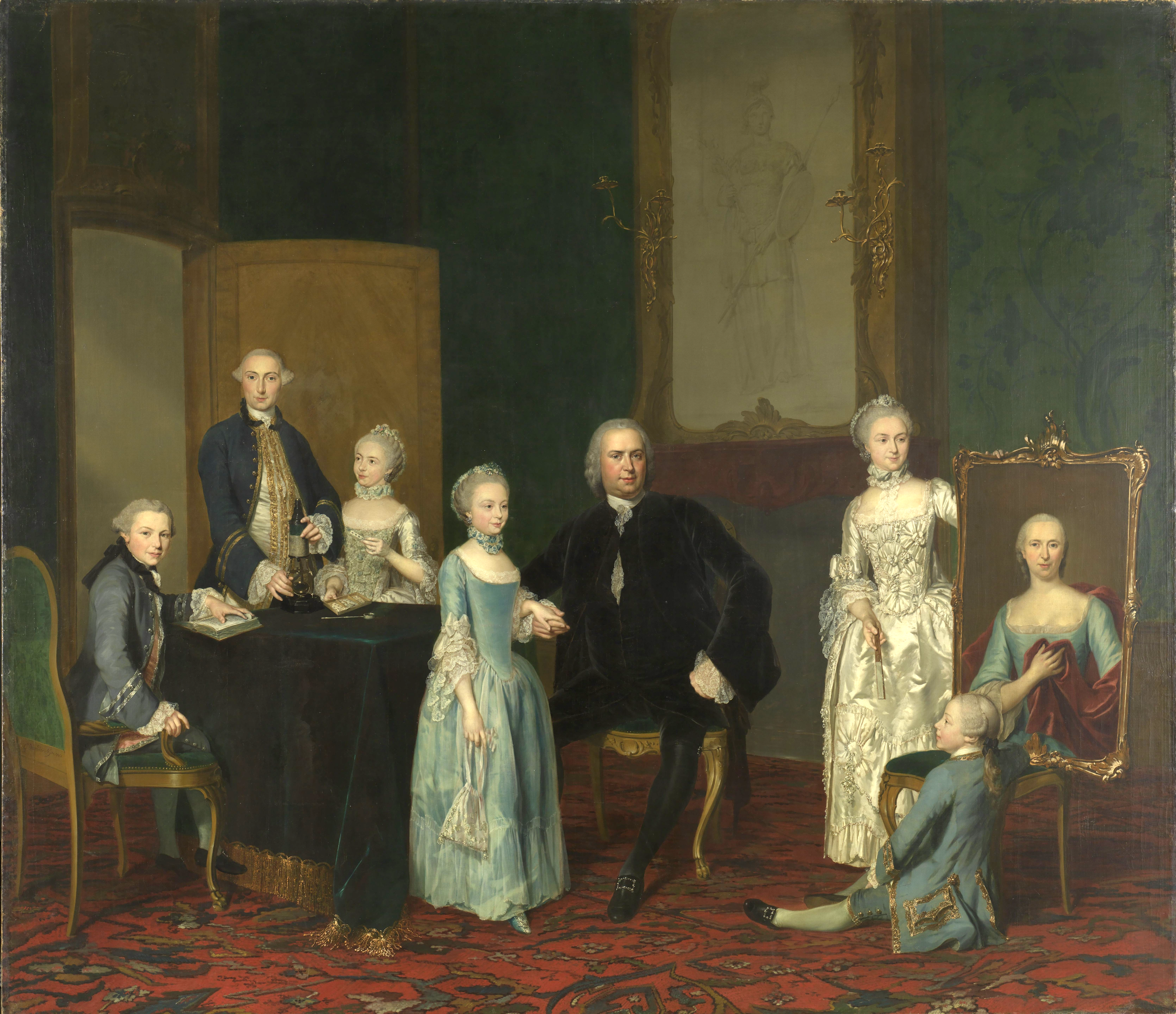
Het gezin van Pieter Cornelis Hasselaer (1763)